# Богоявленский медеплавильный завод
Богоя́вленский заво́д — медеплавильный завод на реке Усолка, располагавшийся в 10 верстах от Табынска на территории современного посёлка Красноусольский.

## История
Богоявленский завод был основан в 1752 году симбирскими купцами И. Б. Твердышевым и И. С. Мясниковым и первоначально располагался на реке Бармета (приток Зигана). Вскоре из-за маловодности реки завод был перенесён на Усолку, на земли, купленные у башкир Кси-Табынской и Юрматынской волостей Ногайской дороги.
В 1773—1774 годах на заводе трудились более 800 крестьян и мастеровых.
Многие из них в октябре 1773 примкнули к Пугачёвскому восстанию. Некоторые ушли в Бердскую слободу к Е. И. Пугачёву, после чего, вступив в его войско, участвовали в боях под осаждённым Оренбургом. Большая же часть в конце ноября была взята в отряд И. Н. Зарубина-Чики и участвовала с ним в походе к Уфе и осаде этого города. Весной и летом 1774 Богоявленский завод находился в зоне боевых действий, развернувшихся между повстанческими отрядами и карательными командами, не раз подвергался нападениям со стороны башкир-пугачевцев, но больших разрушений не имел. В 1775 производственная деятельность была возобновлена в прежнем объёме.
Имел 8 медеплавильных печей, в 1806 году — 6 медеплавильных печей, шплейзофенный, гармахерский и штыковой горны. В начале XIX века на заводе работали 12 медеплавильных печей, 3 шплейзофенных, 1 гармахерский и 1 штыковой горны.
К концу XVIII века Богоявленскому заводу принадлежало около 60 тыс. десятин земли, 122 рудника, из которых действовало 16. В середине 1830‑х годов завод владел 145 рудниками, из которых действовало 9.
Во второй половине XIX века завод испытывал дефицит руды и нехватку рабочей силы, в 1887 году был закрыт как нерентабельный. В 1893 году на базе бывшего медеплавильного завода был построен Красноусольский стекольный завод.
При заводе было построено поселение — Богоявленское, ныне Красноусольский.